# Декарбоксилювання за Крапчо
Декарбоксилирование по Крапчо — химическая реакция эстеров с галогенид - анионом . Эфир должен содержать электроноакцепторную группу в бета-положении. Лучше всего проходит декарбоксилирование малонатных эстеров, β-кетоэстеров, α-цианостеров, α-сульфонилестеров в диполярных апротных растворителях, при повышенных температурах в присутствии воды и/или солей с образованием эстеров , кетонов , нитрилов или сульфонильных производных. Реакция является полезным методом гидролиза и декарбоксилирования малонового эфира, так как в ней расщепляется только одна из эфирных групп.